# Aricidea bispinata
Aricidea bispinata är en ringmaskart som beskrevs av Cantone 1995. Aricidea bispinata ingår i släktet Aricidea och familjen Paraonidae. Inga underarter finns listade i Catalogue of Life.